# Hainaut-i grófság
Az Hainaut-i grófság (Hainaut kiejtése kb.„eno”) vagy Hennegaui grófság (franciául: Comté de Hainaut, hollandul: Graafschap Henegouwen) a történelmi Németalföld területén található feudális állam volt. A grófság a Flamand grófságtól és a Brabanti grófságoktól délre helyezkedett el, nagyjából a mai belga Hainaut tartomány és a francia Nord département területén. A grófság legfontosabb városai Mons (Bergen) (a grófság székhelye), Cambrai (Kamerijk) és Charleroi városok voltak.

## Történelme

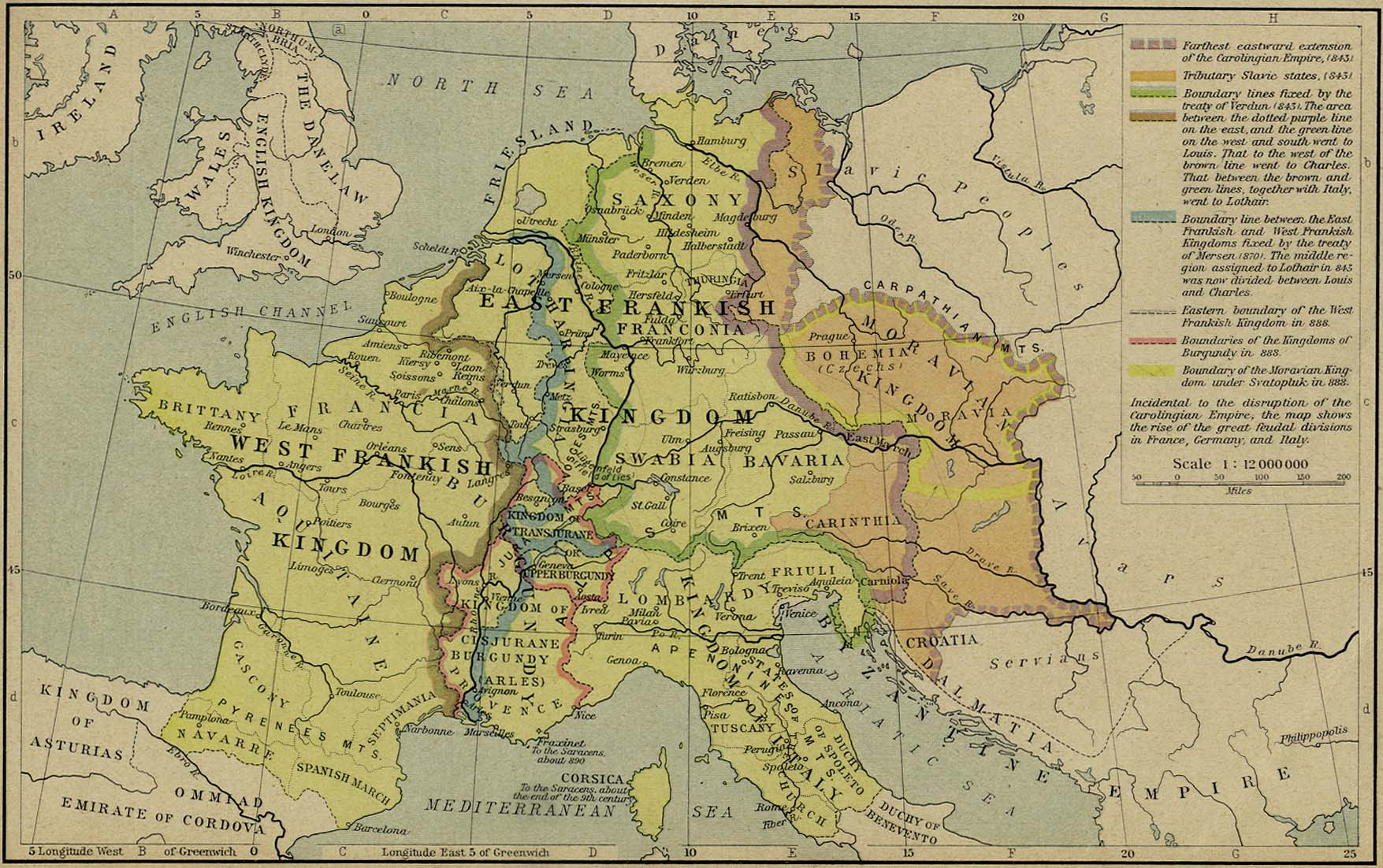
A Karolingok birodalma 843-888 között

### A Frank Birodalom idején
A grófság elnevezése a Frank Birodalom egyik tartományi körzetének, a pagus Hainoensis-nek a nevéből ered, amelyet a Haine folyóról neveztek el, amely a pagus nyugati határát jelölte ki. A grófságot délen a Cambrai-i grófság, keleten a pagus Lommensis határolta, amely utóbbi később a Namuri Őrgrófsággá fejlődött.
A római uralom idején (i. sz. 1–5. század) a grófság területe két római provincia, Gallia Belgica és Germania Inferior között volt felosztva. A térséget kelta törzsek népesítették be egészen a népvándorlás koráig, amikor az ide érkező germán törzsek kiszorították a keltákat és egyszersmint véget vetettek a római kornak. A terület végül a Frank Birodalom része lett, majd Nagy Károly örökségének felosztásakor a 843-as verduni szerződés értelmében a Lotaringiai Királyság része lett. Utóbbi királyság területeinek felosztásakor 870. augusztus 8-án II. (Német) Lajos német király és II. (Kopasz) Károly, a nyugati frank uralkodó megegyeztek, hogy a „…comitatum…Hainoum…” területe Károly birodalmához tartozik.
A felosztás következtében, illetve a földrajzi elhelyezkedésnek köszönhetően a grófság történelmében meglehetősen domináns volt a francia befolyás, mind a politikai életben, mind a kultúra és a nyelvhasználat területén. Ennek ellenére, a szomszédos Flandriához hasonlóan, időnként vita kerekedett a francia királyok és a német-római császárok között abban a tekintetben, hogy a hainaut-i grófok melyik birodalom fennhatósága alá tartoznak. Ennek feltehetően az oka, hogy az első grófi család, a Reginárok német nemesek voltak, akiknek először I. Lothár német király juttatott területeket a Maas folyó középső folyása mentén. Egyházi szempontból a grófság területe a cambrai-i püspökséghez és a reimsi érsekséghez tartozott, bár feltehetően az északi területek a kölni érsekséghez tartozó Liège-i Püspökség alá tartoztak.
A Reginárok meglehetősen befolyásos német nemesi család volt, akik először Maasgau területén szereztek befolyást, majd megszerezték maguknak Hainaut-t is (mindkettő Alsó-Lotaringia területén volt). A család leszármazottai uralták a 12. században kialakuló brabanti grófságot is. A maasgaui grófságon („…comitatum…Masau subterior…[et] Masau superior…”) a lotaringiai területek felosztása során Lajos és Károly osztozott. Az első maasgaui gróf, Giselbert fia volt Reginár, aki később megszerezte magának a hainaut-i grófi címet.

### Mons grófjai
IV. Reginár grófot és utódait a korabeli források még inkább Mons grófjaiként említették, ami jól tükrözi a család által birtokol kastély jelentőségét. A család 998-ban foglalta el Mons kastélyát, ami egyben a család befolyásának nyugatra tolódását is jelezte, viszont feszültséget teremtett Reginár bátyjával, Lamberttel, aki eddigre a leuveni gróf címet viselte. A konfliktus hamarosan fegyveres küzdelemmé fokozódott, amely az 1015-ben vívott florennesi csatában érte el csúcspontját: Reginár fia, V. Reginár hainaut-i gróf és nagybátyja, Lambert hadai csaptak össze és utóbbi holtan maradt a csatatéren.
A francia és a német uralkodók közötti konfliktus miatt a német uralkodók őrgrófságok láncolatát hozták létre a Schelde/Escaut folyó mentén, délen Valenciennestől egészen Antwerpenig. A valenciennesi őrgrófság területe a hainaut-i grófságon belül helyezkedett el, ezért egy időben két gróf is igényt tartott ezekre a területekre.

### Flamand befolyás
V. Reginár halála után a hainaut-i grófság Hermann grófra szállt, akiről igen kevés információ maradt fenn, többek között a Hermann és Reginár közötti rokoni kapcsolat sem tisztázott. Hermann özvegye, Richilde viszont első férje halála után a grófságot második férjére, a későbbi VI. Balduin flamand grófra hagyományozta, akivel az 1050-es években kötött házasságot. A grófság sorsát azonban ez nem döntötte el véglegesen, mert IV. Henrik német-római császár 1071-ben ismét megpróbálta császári befolyás alá vonni a grófságot és hűbéresévé tenni a grófot. Henrik császári védnökség alá helyezte a grófságot és garantálta a kiskorú III. Balduin öröklését, amelyet atyai nagybátyja, a nagyhatalmú I. Róbert flamand gróf veszélyeztetett, aki eddigre már megszerezte a holland grófságot magának.
Hainaut grófsága végül az 1190-es évek végéig megőrizte önállóságát, amikor a két grófságot dinasztikus házasság kötötte össze: a későbbi V. Balduin hainaut-i gróf 1169-ben vette feleségül a későbbi I. Margit flamand grófnőt, és 1191-ben felesége jogán vette fel a flamand grófi címet VIII. Balduin néven. Közel fél évszázados közös uralom után Hainaut ismét független grófság lett, II. Margit flamand grófnő viharos házaséletének köszönhetően: Hainaut-t első, Bouchard d'Avesnes-nel kötött házasságából származó gyermekei örökölték, míg Flandria grófságát második férjétől, Guy de Dampierre-től származó utódai örökölték. Az előbbi családból származó II. János hainaut-i gróf 1299-ben örökölte anyja révén Hollandia grófságát és közvetlen leszármazottai mindkét grófságot uralták 1345-ig. Ekkor az utolsó gróf, IV. Guy halála után a grófságokat nővére, Margit örökölte, akinek második férje, IV. Lajos bajor herceg később német király és német-római császár lett. A grófságok a bajor Wittelsbach család tulajdonában maradtak 1433-ig.

### Burgundi hódítás
A 15. sz. elején a burgundi grófok sikerrel terjesztették ki uralmukat a legtöbb németalföldi kisállamra, dinasztikus házasságok vagy egyéb megállapodások révén. 1428-ban Jó Fülöp burgundi herceg régenssé nevezte ki magát Hainaut és Holland grófságában, az utolsó Wittelsbach uralkodó, Jacqueline nevében, akit 1433-ban lemondatott és magát helyezte a grófi trónra. A két grófságot ekkor bekebelezte a növekvő burgundi hercegség, amely viszont a Habsburg család tulajdonába került 1477-ben Burgundi Mária és a későbbi I. Miksa német-római császár házassága révén.
Jó Fülöpöt fia, IV. Fülöp követte a burgundi és a hainaut-i trónon.  Utóbbi fia, Merész Károly herceg halála után azonban nem volt fiú utód a burgundi trónra és lánya, Burgundi Mária házassága révén a teljes tartomány a Habsburg-házra szállt. A Habsburg-házi V. Károly a politikailag szétdarabolt Németalföldet egyesítette és létrehozta a Hainaut-t is magában foglaló Tizenhét Tartományt. Ezt a birtokot Károly halála után a spanyol Habsburgok örökölték és az északi tartományok felkelése után is megtartották. A spanyol örökösödési háború során a grófság területére angol és holland csapatok vonultak be és a várost Orániai Vilmos herceg katonái elfoglalták. A holland korszak nem tartott sokáig, mert 1713-tól ismét a Habsburg-család birtokába került Németalföld déli része. A Hainaut-i grófságnak 1794-ben a francia köztársaság csapatai vetettek véget, akik a grófság területét a francia köztársaságba olvasztották.

## Lásd még
- Hainaut grófjainak listája
- Belgium történelme